# Vigilante (film)
Vigilante è un film statunitense del 1983 diretto da William Lustig.

## Trama
Eddie Marino è un operaio di una fabbrica di New York. Il suo collega Nick ha creato un gruppo illegale di vigilanti per contrastare il crimine del quartiere, ma Eddie rifiuta di aderirvi. Un giorno, però, sua moglie Vicky viene pugnalata e suo figlio Scott ucciso da Frederico "Rico" Melendez, membro di una gang portoricana. Quando Rico riesce a evitare la prigione grazie a un giudice corrotto, Marino dà di matto e viene condannato per offese alla corte. È così costretto a passare qualche tempo in galera. Una volta uscito, accetta la proposta di NIck ed entra nel gruppo di vigilanti per vendicarsi di Rico e del giudice corrotto.